# کالیکوسین
کالیکوسین (به انگلیسی: Calycosin) با فرمول شیمیایی C۱۶H۱۲O۵ یک ترکیب شیمیایی با شناسه پاب‌کم ۵۲۸۰۴۴۸ است. که جرم مولی آن ۲۸۴٫۲۶ g/mol می‌باشد. 